# Meira Omar
Meira Omar (Kabul, 2006. február 3. – ) svéd énekesnő, a Melodifestivalen döntőjének résztvevője volt 2025-ben.

## Pályafutása
Meira Omar kisgyermekként érkezett Svédországba, az afganisztáni tálibok elől menekülve. Öt évig élt és dolgozott a mumbai Bollywoodban.
2024-ben a Love Is Blind: Sweden valóságshow egyik résztvevője volt, ahol megismerte férjét Oskar Nordstrandot.
2024. november 26-án jelentette be az SVT, hogy az énekesnő bejutott a versenydalával a Melodifestivalen következő évi mezőnyébe. A Hush Hush  című dalt először a február 1-jén rendezett első elődöntőben adta elő Luleåban, ahonnan a harmadik helyen továbbjutott a március 1-jei vigaszágas szavazásra. Itt a nézői szavazatoknak köszönhetően bejutott a műsor döntőjébe, ahol 50 pontot sikerült összegyűjtenie (26-ot a nemzetközi zsűriktől és 24-et a nézőktől kapott), mellyel összesítésben a tizedik helyen végzett.

## Diszkográfia

### Kislemezek
- 2024: Dive
- 2025: Hush Hush